# Kindala
Kindala (que na língua iorubá quer dizer lábios grandes), é o terceiro álbum da cantora e compositora baiana Margareth Menezes, lançado originalmente em 1991 pela PolyGram (atual Universal Music), no Brasil, e Island Records, nos Estados Unidos. O álbum ficou por 10 semanas na Billboard World Albums, ocupando a 2° posição.
O site de música AllMusic salienta a composição de Milton Nascimento e Ronaldo Bastos na canção "Fé Cega, Faca Amolada" e de Jimmy Cliff, Gileno Felix e Lazzo na canção "Me Abraça e Me Beija".

## Faixas
| N.º            | Título                      | Compositor(es)                     | Duração |  |
| 1.             | "Fé Cega, Faca Amolada"     | Milton Nascimento e Ronaldo Bastos | 3:45    |  |
| 2.             | "Paz No Mundo" (Pwazon Rat) | Carlos Pita                        | 4:44    |  |
| 3.             | "Mosca Na Sopa"             | Raul Seixas                        | 2:23    |  |
| 4.             | "Negrume da Noite"          | Paulinho do Reco e Cuiuba          | 4:07    |  |
| 5.             | "Jet Ski"                   | Margareth Menezes                  | 4:12    |  |
| 6.             | "Negro Nagô"                | Negro Nagô                         | 2:47    |  |
| 7.             | "Me Abraça e me Beija"      | Jimmy Cliff, Gileno Felix e Lazzo  | 4:21    |  |
| 8.             | "Repique Româtico"          | Silas Henrique                     | 3:44    |  |
| 9.             | "Kindala"                   | Lazzo e Capinan                    | 3:09    |  |
| 10.            | "Menina Dandára"            | Paulo Debétio e Paulinho rezende   | 3:18    |  |
| 11.            | "Vendaval Temporal"         | Gerônimo                           | 1:54    |  |
| 12.            | "Praga do Céu"              | Alain Tavares e Carlinhos Brown    | 3:24    |  |
| Duração total: | Duração total:              | Duração total:                     | 43:03   |  |

| Faixas Bônus da Edição de Luxo | |                                                                                   |         |  |
| N.º                            | Título | Compositor(es)                                                                    | Duração |  |
| 1.                             | "Elegibô" (Uma História de Ifá) | Rey Zulu e Ytthamar Tropicalia                                                    | 4:14    |  |
| 14.                            | "Pot Pourri Samba-Reggae" (Faraó, Divindades do Egito / Brilho de Beleza / Depois Que o Ilê Passar / Deus do Fogo e da Justiça / Uma História de Ifá (Elegibô)) | Luciano Gomes, Nego Tenga, Miltão, Carlinhos Brown, Ythamar Tropicália e Rey Zulu | 3:45    |  |
| Duração total:                 | Duração total: | Duração total:                                                                    | 43:03   |  |

## Desempenho
| Ano  | Tabela                           | Posição | Tempo      |
| ---- | -------------------------------- | ------- | ---------- |
| 1992 | Billboard Top World Music Albums | 2       | 10 Semanas |